# Cyclosorus pseudoaridus
Cyclosorus pseudoaridus är en kärrbräkenväxtart som beskrevs av Ren-Chang Ching och Shing. Cyclosorus pseudoaridus ingår i släktet Cyclosorus och familjen Thelypteridaceae. Inga underarter finns listade.